# Mattafix
Mattafix, brittisk R&B/hiphop-grupp som bestod av Marlon Roudette (född Marlon McVey-Roudette 5 januari 1983 i London och uppväxt i Trinidad och Tobago och Saint Vincent och Grenadinerna) och Preetesh Hirji som föddes och växte upp i West London. Deras "sound" är en mix av hiphop, soul, reggae och dancehall. Deras mest kända singel är "Big City Life" som vann Sopot International Song Festival 2006.

## Diskografi
Album
- Signs Of A Struggle (2005)
- Rhythm & Hymns (2007)

Promoalbum
- Angel (2008)

Singlar (i urval)
- "Passer By" (2005)
- "Big City Life (2005) (#7 på UK Singles Chart)[1]
- "11.30 Pm (Dirtiest Trick In Town)" / "Cradle"  (2005)
- "To & Fro" (2006)
- "Cool Down The Pace" (2006)
- "Living Darfur" (2007)
- "Things Have Changed" (2008)

Marlon Roudette solo
- Matter Fixed (2011) (album)
- Riding Home (2011) (EP)
- "New Age" (2011) (singel)
- "Anti Hero (Brave New World)" (2012) (singel)
- Electric Soul (2014) (album)